# Први чеченски рат
Први чеченски рат вођен је између Русије и Чеченије од 1994. до 1996. и резултовао је дефакто независношћу Чеченије као Чеченске републике Ичкерије.
Након почетне кампање 1994—1995, која је кулминирала великом битком за Грозни, руске федералне снаге су покушале да загосподаре планинским пределима Чеченије, али су их чеченски герилци одбили, упркос руској надмоћи у људству, наоружању и ваздушној подршци. Ово је резултовало раширеном деморализацијом руске војске и скоро општем противљењу руске јавности овом рату. Због тога је председник Русије Борис Јељцин прогласио примирје 1996. и потписао мировни уговор годину дана касније.
Званични губици руске војске су 5.732 војника, док по неким проценама тај број иде и до чак 14.000. За број погинулих чеченских сепаратиста не постоје тачне бројке. Руска страна тврди да је ликвидирано 17.391 сепаратиста али ову тврдњу не треба са сигурношћу узимати за озбиљно, с друге стране Чечени тврде да тај број није већи од 3.000 мртвих. У рату је расељено више од 500.000 особа, док је велики број градова и села у републици остао у рушевинама. Убијено је најмање 30.000 цивила, а према неким проценама тај број би могао ићи и до 80.000. Рат су пропратили и бројни ратни злочини, попут убиства цивила, силовања, пљачке и мучења. Чеченски сепаратисти су спровели и геноцидну кампању у којој је убијено најмање 20.000 Руса и других нелојалних грађана разних етничких припадности.

## Узроци конфликта

### Власт царске Русије у Чеченији
Чеченија, традиционална домовина Чечена, се налази на северним падинама Кавказа. Граничи се са Грузијом на северу, Ингушетијом и Северном Осетијом на западу, Дагестаном на истоку и северу, и руском Ставрпољском покрајином на северозападу. Муслимани чине већи део становништва. Површина Чеченије је око 15.300 km² (мало је мања од Велса) и има нешто више од милион становника. 
Током 18. века, руска експанзија ка северном Кавказу је наишла на чврст отпор педесетак независних планинских народа у региону. Тада су били предвођени Шеиком Мансуром, а затим имамом Шамилом. Чеченски кланови, заједно са својим суседима из Киргистана и Дагестана су се упустили у дуготрајан и насилан конфликт, да би сачували свој културни идентитет, и да би спречили анексију од стране Руске Империје. Чеченско друштво се карактеризује снажним ривалитетом, али и лојалношћу између 150 кланова. Постојала је директна подела између независнијих кланова који су живели на планинама, и оних из низија, који су пружали мање отпора руској власти.
До 1858. највећи део северног Кавказа је био под руском влашћу, са мрежом војних гарнизона и све већег броја руских досељеника. Планински народи су добили одређене повластице. Нису морали да служе у руској војсци, имали су право да практикују ислам и да спроводе шеријатско право. Упркос томе, повремено су се дешавале побуне, које су утицале на стабилност региона све до последњих деценија царске власти. 

### Совјетски период
Током грађанског рата који је почео после пада царске државе 1917. године, обећања о широкој аутономији навеле су многе Чечене да стану на страну новог Бољшевичког режима. Москва је 1921. године одобрила оснивање Планинске Аутономне Републике, која је заузимала већи део северног Кавказа, са изузетком Дагестана. Република која је била конституисана на шеријатском праву, је распуштена неколико година касније, због увођења нове националне политике од стране Москве. Остале веће неруске националности у Совјетском Савезу, укључујући Грузине, Јермене и Азере су добили суверене републике, док су остали мањи народи добили мање аутономије у оквирима република.
Чеченија је на почетку била представљена као аутономна област у оквиру Руске Федералне Совјетске Социјалистичке Републике. Спојена је са граничном Ингушетском провинцијом 1934, а 1936. је та здружена област унапређена у облик Чеченско-Ингушке аутономне републике. Међутим, следеће године, Совјетска власт се поново окренула репресији, током које је око 14.000 Чечена и Ингуша убијено. 
Република је током 1944. укинута, и стотине хиљада Чечена и Ингуша су депортовани у централну Азију и Сибир, као казну за наводну сарадњу са немачким армијама. Верује се да је око 200.000 Чечена умрло због тешких услова током путовања, и током самог изгнанства. Овај догађај је отежао односе са Москвом и појачао осећај националног идентитета код Чечена. Током Хрушчове власти 1957. протерани народи су враћени на места одакле су отерани. Комбинована Чеченоско-Ингушка република је обновљена, уз додатак територије која је раније припадала Русији, и то део северно од реке Терек.
После распада Совјетског Савеза 1991, 15 суверених република је имало дозволу да постану независне државе, али је руска власт инсистирала на интегритету Руске Федерације. Иако је разлика између суверених и несуверених република у оквиру Совјетског Савеза била произвољна, интернационална заједница је сматрала да је укидање Совјетског Савеза било извршено по Хелсиншким принципима, који су се тицали не нарушавања постојећих граница. Ти принципи су се раније користили приликом стварања држава наследница у Јужној Америци и Африци. Као резултат договора, међународна граница између Грузије и Руске Федерације се налазила на јужној ивици Чеченије, и тако је призната.

### Једнострано проглашена независност (септембар 1991)
Озлојеђеност Чеченског народа због односа Совјетске власти према њима, је остала још увек непотегнута тема, све до последњих година Совјетске власти, када је ауторитет Москве почео да се смањује. У новембру 1990. растао је притисак за преиспитивање Чеченског идентитета, што је довело до формирања Чеченског конгреса, предвођеног Џохаром Дудајевим, бившим генералом совјетског ваздухопловства. Због дубоко усађеног Чеченског огорчења према Русији, и историјата депортације, конгрес је на насилан начин стицала моћ, и 6. септембра 1991. године је прогласила једнострану независност. Овај потез је ојачан победом Дудајева на председничким изборима који су одржани 27. октобра.

## Геноцид над руским становништвом у Чеченији
Према попису становништва 1989. године Руса на подручју Чеченије је било 293.771. Престоница Грозни већином је била руски град јер су Руси чинили више од 50 одсто становништва. 
Први напади на Русе су почели већ у 1990. години. Циљ нове власти у републици било је стварање потпуно етнички чистог простора у коме би били само Чечени.
Према изјавама руске Владе из јула 1999. године на подручју Чеченије убијена је 21.000 Руса. 
2002. године председник Путин је рекао да је у етничком чишћењу у Чеченије погинуло око 30.000 или више људи.

## Први конфликт (1994—1996)

### Почетак конфликта
До лета 1994. године председник Дудајев је био у незавидној позицији, због пораста тензија са чеченском опозицијом, које су прерасле у насиље. Из Кремља су стизали сигнали о могућој помоћи Дудајевој опозицији, и то у виду слања материјалне помоћи. Одређене личности из врха руске власти су се плашиле, да услед неактивности око ситуације у Чеченији, и друге републике у Федерацији покушају да се отцепе. У обзир је узето и постојање значајне етнички руске популације на територији Чеченије, којих је по проценама било око 100.000. Могли су се чути и коментари који су тврдили да Москва жели да успостави контролу у Чеченији из економских разлога. Превасходно се мислило на поновно покретање нафтне индустрије око Грозног, и стављања у употребу цевовода који повезује Азербејџан и Русију, а пролази кроз Чеченију.
Иако је Дудајева опозиција током септембра и октобра имала подршку од стране руских власти, доживеле су низ неуспеха, који су кулминирали великим поразом приликом покушаја освајања Грозног. Око 100 бораца на страни опозиције су погинула, док је више десетина заробљено. Међу њима се налазило и више руских војника. Током сукоба су изнад Чеченије примећени авиони и хеликоптери руске војске, иако је министарство одбране тврдило да су те летелице припадале неидентификованим снагама.
До краја новембра, одбијање руских званичника да призна учешће у сукобима није могло више да се оправдава, и Москва је морала да призна да њихове снаге учествују на страни опозиционара. Отворила се могућност оштријег сукоба, или преговора са Дудајевим. Утицајнији људи у Кремљу који су се залагали за показивање силе, су предлагали за коришћење свих врста наоружања у покоравању Чеченије. Руско руководство је имало лоше обавештајне податке, и веровало је да би напад свим средствима натерао Дудајева да се повуче. Министар одбране Павел Грачов је тврдио да би падобранска регимента заузела Грозни у року од два сата.
Најважнији фактор у одлуци да се нападне је било веровање да би брзи победнички рат у Чеченији побољшао Јељцинов положај, на исти начин на који је интервенција на Хаитију помогла америчком председнику Билу Клинтону. Ретко ко у Кремљу је сумњао у успех војне операције. Мањи број званичника је упозорио на могуће тешке губитке, и операцију која би се завршила слично као она у Авганистану.
Јединице руске војске и министарства унутрашњих послова су почеле да се скупљају на граници са Чеченијом. После истека ултиматума, који је до 9. децембра давао шансу Дудајеву да се преда, председник Јељцин је дао овлашћење за коришћење свих расположивих средстава да се разоружају илегалне групе, после чега би се успоставила конститутивна власт у републици.

### Руске снаге улазе у Чеченију
Руске копнене јединице, које су бројале око 35.000 војника, су 11. децембра 1994. ушле у Чеченију из три правца. После почетног пасивног успоравања операције од стране чеченских и ингушких цивила, руске снаге су брзо обезбедиле равницу северно од реке Терек. На том подручју је подршка Дудајеву била најслабија, али како су се руске трупе приближавале Грозном, отпор је растао. 
Први покушај да се град заузме током новогодишње ноћи је доживео велики неуспех, упркос томе што је руска војска била много бројнија и опремљенија. Руске оклопне колоне, без икакве подршке су покушале да заузму центар града, мислећи да ће само њихово присуство натерати Чечене на предају. Супротно од тога, чеченски борци су били подељени у мале ударне групе, које су нападале изоловане руске јединице. Губици међу федералним снагама су били изразито високи - неке јединице су биле потпуно уништене. Бригада Мајкоп је изгубила 20 од 26 тенкова, 102 од 120 оклопних транспортера и скоро цео официрски кадар, укључујући и команданта. Процењено је да је око 2.000 руских војника изгубило животе у првом нападу на Грозни.
Федералне снаге су се прегруписале и организовале масовни артиљеријски и ваздушни напад, пре упада пешадијских и специјалних јединицама, које су имале за циљ освајање Грозног, део по део. Велики делови града су због жестоких борби претворени у рушевине. Цивилне жртве су биле велике, нарочито међу етничким Русима, који нису имали пријатеље у Чеченији код којих су могли да се склоне. 
Извештаји о великим руским губицима су изазвали узнемиреност у руским медијима и јавности. До децембра 1995. процене о жртвама су се кретале од 26 до 50.000, укључујући и 20.000 цивила. 
Одјек дебакла у Чеченији се осетио у руским политичким и војним установама. Неки аналитичари су тврдили да је борба за власт између фракција у Кремљу крива за овај дебакл. Други су оптужили политичке лидере да нису послушали упозорења из војске о опасности операције. Други фактори који су утицали на пораз су били и лоше стање у оружаним снагама као и недостатак јединствене командне структуре за припаднике министарства одбране, полиције и сигурносних агенција које су учествовале у операцији. У много случајева се дешавало да се лоше обучени и наоружани регрути шаљу у акцију без тачних података о непријатељу. Координација операција често није постојала, што је резултовало инцидентима са пријатељском ватром. 
Недостатак дисциплине међу често уплашеним руским војницима је водио до одмазда над цивилним становништвом, укључујући масакр 100 Чечена у селу Самашки у априлу 1995. године. Да би се одредила разлика између бораца и цивила, руско министарство унутрашњих послова је организовало центре за филтрирање. Многи затвореници су били мучени и убијани. Верује се да су хиљаде убијене у затвореништву. Сва та бруталност је повећала озлојеђеност чеченске популације, која је у све већем броју подржавала побуњенике и њихове циљеве.

### Наставак конфликта
Крајем фебруара 1995. чеченски борци су под притиском руске војске напустили Грозни. До маја су се изгледи побуњеника погоршали, чим је понестало људства, муниције и медицинских залиха. У покушају да преокрену ситуацију, у јуну 1995. група побуњеника, под вођством Шамила Басајева без овлашћења чеченских власти су напали град Буђоновск на југу Русије. Побуњеници су заузели болницу и том приликом узели 2.500 талаца. Руска власт, постиђена због неуспеха да освоји зграду, ангажовала је премијера Русије Виктора Черномирдина да преговара са Басајевим. Уздржаност је прекинута пошто је Русија пристала на прекид ватре. Услов за пуштање талаца је био постизање договора око склапања мира.
Преговори током јула и августа 1995. су се кретали у смеру коначног договора, и уследило је затишје што се тиче борбених операција. Серија бомбашких напада на руске званичнике у Чеченији, које су извршили чеченски побуњеници, су довели до прекида мировних преговора. Постојале су спекулације да су званичници из Москве, који су се залагали за наставак борбених дејстава, наручили те нападе, да би спречили потписивање мира.
Кремљ је после наставка сукоба најавио да ће избори у републици бити одржани децембра 1995. године. Бивши комунистички лидер у Чеченији, Доку Завгајев је уз подршку Москве остварио убедљиву победу, иако је сумња у везе политичара са Москвом проузроковало малу излазност.
У јануару 1996. године, чеченски борци су извршили још један напад, са циљем узимања талаца, овај пут у Кизљару и Первомајској у Дагестану. Као и код талачке кризе у Буђоновску, и овде је уследила пребрза и неуспешна акција покушаја ослобођења талаца, која је само нанела додатну штету власти у Москви.
У другом кругу председничких избора у јуну 1996. године, председник Јељцин је поновио покушај да заобиђе домаћу националистичку опозицију, нудећи чеченским лидерима мировне преговоре, који би ипак очували интегритет Руске Федерације. Тренутак преокрета је био када је у априлу 1996. убијен Дудајев, чеченски лидер, пошто је његов положај био откривен преко положаја његовог сателитског комуникационог система. Његов наследник, Зелимкан Јандарбиев је отпутовао у Москву на мировне преговоре, који су завршени и потписани 27. маја 1996. године. Следећег дана, Јељцин је отпутовао у Чеченију. Обративши се руским војницима, на аеродрому код Грозног, поручио им је да је рат готов, и да је отпор бандита и сепаратиста сломљен.
Јељцин је након тога победио свог комунистичког противника, тако што је обезбедио подршку популарног бившег армијског генерала Александра Лебедa. Председник Русије је ипак прерано прогласио победу у Чеченији. Прекид ватре се често кршио од стране побуњеника, и током августа 1996. је почела чеченска офанзива, којом су успели да врате скоро цео Грозни под своју контролу. Руска војска се константно расипала, и морал је био веома низак. Руски извештачи су јављали да су руски војници отворено продавали оружје и муницију побуњеницима, и да су их пуштали да се слободно крећу преко државних граница.

### Мировни споразум (август 1996)
После избора, Лебед је постављен за начелника државне безбедности, и дата су му два на око некомпатибилна задатка: да поврати контролу над Грозним, и да истовремено организује повлачење руских трупа из Чеченије до почетка септембра.
Покушају руских снага да поврате контролу над Грозним и другим деловима републике, су били неуспешни. Генерал Лебед је одлучио да врши директне преговоре са чеченским начелником штаба Асланом Масхадовим. Оквирни договор је постигну 23. августа, после три рунде преговора. Договор је био да се обе стране повуку из Грозног на одређене тачке ван града. Политички аспект овог договора састојао се од петогодишњег одлагања о одлучивању о коначном статусу републике. У међувремену, Чеченија би, макар у руским очима, остала део Руске Федерације, али би се аутономна власт формирала после нових избора.
Иако је у руском парламенту постојао отпор овој одлуци, прекид ватре је ступио на снагу 27. августа 1996. године. Лебед и Масхадов су потврдили мир у Дагестанском граду Касавурту, 30. августа. Представници Организације за европску безбедност и сарадњу су присуствовали потписивању споразума. Укупан број жртава је процењен на 60.000 - 100.000, а рањених на око 240.000.

## Дешавања после конфликта (1996—1998)
Отпуштање Лебеда средином октобра 1996. није зауставило имплементацију Касавуртског споразума. Даљи договор на повлачењу руских снага до јануара 1997. је потписан у новембру 1996. оставивши Чеченију под контролом различитих чеченских група. Главни део снага, под Масхадовом командом је контролисала око 60% територије. Ту територију су контролисала два квази независна чеченска команданта - Шамил Басаев, који је 1995. предводио напад на Будјоновск, и Самал Радуев. На северу је остала мала територија лојална проруској администрацији Доке Завгаева, док су остале мање територије биле контролисане од стране криминалних банди.
Председнички избори су одржани 27. јануара 1997. године. Аслан Масхадов, бивши начелник генералштаба, је остварио релативно лаку победу (59% освојених гласова) у односу на конкуренте, Басајева (29% освојених гласова) и привременог председника Јандарбиева (10% гласова). Резултате су прихватили сви, укључујући и Завгаева и Русе који су га подржавали.
Међутим, брзо је постало јасно да је нада у нови политички консензус са циљем поновне изградње републике и уништене економије, била преурањена. Није постојала финансијска подршка из федералног буџета, што је уз безакоње и организовани криминал подривало Масхадов ауторитет и онемогућавало стране инвестиције. Током 1998. представник руског председника је отет. Исте године, три Британца и један Новозеланђанин, који су дошли у Чеченију као представници британског Гренџер телекома су такође отети и убијени од стране непознате групе. Агенције за пружање помоћи су такође нападане. До почетка 1999. преко 1.300 Руса, Дагестанаца и Ингуша је било киднаповано, мучено или убијено у Чеченији.
Покушаји да се промовише исламски идентитет су додатно поделили чеченско руководство, највише због растућег утицаја фундаменталистичке интерпретације вахабизма. Вахабизам је основан у 18. веку, и позива се на чист облик вере, као што је проповедао пророк Мухамед. Вахабизам подржава употребу силе у ширењу учења ислама. Тај концепт вере је непознат умеренијој и мистичнијој грани ислама Суфи, која је била доминантна у Чеченији.
Покушај Масхадова да забрани тај Вахабијски покрет, био је поткопан формирањем савезништва између Басајева и Вахабијских бораца под командом Ибн ел Хатаба, саудијског исламисте и ветерана првог конфликта и Грађанског рата у Таџикистану. Нова организација се заклела да ће истерати Русе из целог подручја северног Кавказа и образовати исламску републику. Поред осуда чеченског председника, борци су започели нападе на војна и полицијска утврђења у комшијском Дагестану.